# 伊藤伸一 (競馬)
伊藤 伸一（いとう しんいち、1959年7月17日 - ）は、日本中央競馬会（JRA）・美浦トレーニングセンターの調教師。千葉県出身。実父はJRAの騎手、調教師だった伊藤竹男。

## 来歴
日本体育大学では相撲部に所属。卒業後は教員を目指す予定だったがJRA調教師だった父の仕事を手伝うと決めたタイミングと同時にJRA競馬学校が開校したため1982年に厩務員課程1期生として入学する。同年7月から見上恒芳厩舎で厩務員を務め、1983年7月から1985年2月まで矢倉玉男厩舎、1985年3月から1998年2月まで父竹男の厩舎で調教助手を務めた。
1998年にJRA調教師免許試験に合格し、同年竹男の厩舎を引き継ぐ形で美浦トレセンに厩舎を開業した。
2006年8月5日の函館5RでJRA通算100勝を達成。2011年1月16日に行われた京成杯でフェイトフルウォーが勝利し、開業14年目で重賞初制覇となった。
2016年9月25日の中山7RでJRA通算200勝を達成した。

## 調教師成績

### 概要
|            | 日付           | 競馬場・開催  | 競走名              | 馬名               | 頭数 | 人気 | 着順 |
| ---------- | -------------- | ------------- | ------------------- | ------------------ | ---- | ---- | ---- |
| 初出走     | 1998年11月21日 | 5回東京5日7R  | 4歳以上500万下      | ボヘミアンカバリエ | 14頭 | 6    | 3着  |
| 初勝利     | 1999年1月9日   | 1回京都3日7R  | 4歳以上500万下      | ボヘミアンカバリエ | 16頭 | 4    | 1着  |
| 重賞初出走 | 2000年11月11日 | 6回東京3日11R | 京王杯3歳ステークス | ホットロッダー     | 14頭 | 4    | 5着  |
| 重賞初勝利 | 2011年1月16日  | 1回中山6日11R | 京成杯              | フェイトフルウォー | 16頭 | 2    | 1着  |
| GI初出走   | 2008年12月27日 | 5回中山7日10R | 中山大障害          | ペネトレーター     | 16頭 | 7    | 8着  |

## 主な管理馬
- フェイトフルウォー（2011年京成杯、セントライト記念）
- クリノプレミアム（2022年中山牝馬ステークス）

## 主な厩舎所属者
- 高柳瑞樹（1999年-2010年 調教助手）
- 伴啓太（2013年-2014年 騎手）
- 遠藤汰月（2025年 - 騎手）